# Ptaśnik plamisty
Ptaśnik plamisty (Chersobius signatus) – gatunek żółwia z rodziny żółwi lądowych i podrzędu żółwi skrytoszyjnych. Endemit Republiki Południowej Afryki. Zagrożony wyginięciem.

## Występowanie
Zasięg tego gatunku jest ograniczony do małego obszaru Little Namaqualand, suchego regionu na zachodzie RPA, gdzie żyje na skalistym podłożu i żeruje wśród skał w poszukiwaniu małych sukulentów, którymi się żywi.

## Wygląd i rozmiary
Jest uznawany za najmniejszy gatunek żółwia. Samce mierzą 6–8 cm długości prostego pancerza, podczas gdy większe samice mierzą do 10 cm; ważą około 95–165 g. Żółw ten posiada spłaszczoną skorupę z lekko ząbkowanymi krawędziami. Pomarańczowobrązowy karapaks jest pokryty wieloma czarnymi plamkami. Samce mają wyraźnie wklęsły plastron.
Ptaśnika plamistego można odróżnić od innych gatunków z rodzaju Chersobius po obecności plamek i pięciu palców na przednich łapach (w przeciwieństwie do blisko spokrewnionych z nim gatunków, które mają cztery palce na wszystkich czterech łapach).

## Tryb życia
Żółwie te są najbardziej aktywne wczesnym rankiem (szczególnie jesienią i wiosną, kiedy ma miejsce pora rozrodcza). Żywią się małymi sukulentami, które rosną pomiędzy skałami.

## Rozmnażanie

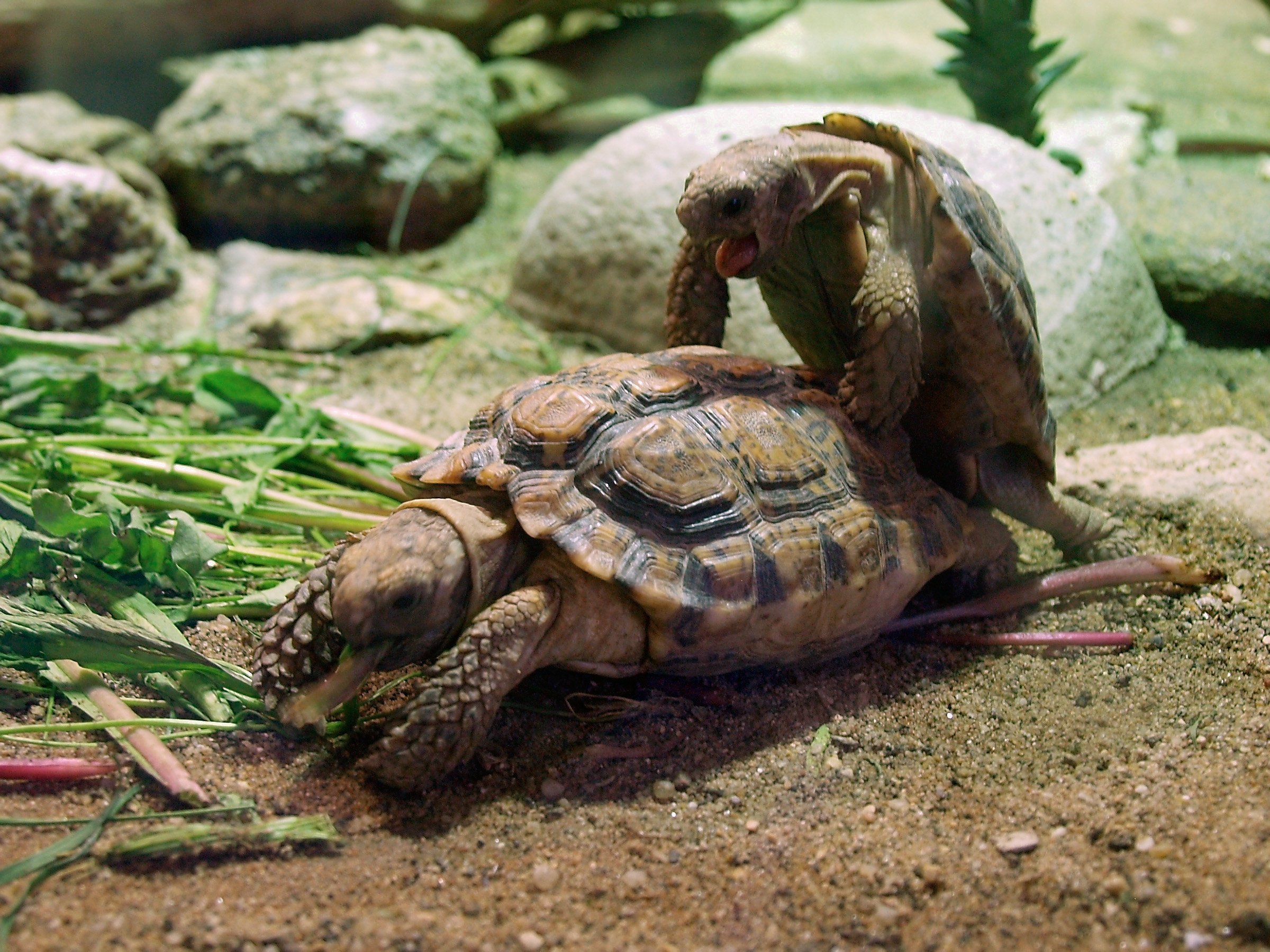
Kopulacja ptaśnika plamistego

Zaloty u tego gatunku polegają na tym, że samiec i samica kiwają głowami. Po kopulacji samica buduje gniazdo i składa kilka jaj w wilgotnej glebie między skałami. Młode ważą mniej niż 7 gramów, mają 30 mm długości i wychodzą z jaj po 100 do 120 dniach inkubacji. Przeciętna dojrzała samica składa do 5 jaj rocznie.

## Zagrożenia i ochrona
Ptaśnik plamisty jest zagrożony przez ruch uliczny, niszczenie siedlisk (np. poprzez nadmierny wypas zwierząt czy przemysł wydobywczy), zmiany klimatu i kłusownictwo w celu handlu zwierzętami domowymi. Innym zagrożeniem jest drapieżnictwo ze strony ptaków (zwłaszcza kruków srokatych), ssaków (w tym psów domowych) czy węży.
Wiele osobników tego gatunku jest zabieranych z naturalnego środowiska każdego roku, a prawie wszystkie w rezultacie giną, ponieważ nie przystosowują się łatwo do diety w niewoli i zmian środowiskowych. Jednak w przeciwieństwie do większości innych gatunków z rodzaju Chersobius ich dieta (choć bardzo zróżnicowana) nie jest wysoce wyspecjalizowana. Dlatego gatunek ten może dobrze przystosować się do życia w niewoli, pod warunkiem, że poświęci się odpowiednią uwagę temperaturze, oraz wilgotności. Większość problemów z opieką w niewoli wynika z niewłaściwego odżywiania lub wysokiej wilgotności powietrza.
Gatunek wymieniony jest w II załączniku konwencji waszyngtońskiej (CITES). W RPA jest objęty ochroną prawną, zarówno na szczeblu krajowym, jak i regionalnym.